# Carex scabrisacca
Carex scabrisacca är en halvgräsart som beskrevs av Jisaburo Ohwi och Ryu. Carex scabrisacca ingår i släktet starrar, och familjen halvgräs. Inga underarter finns listade i Catalogue of Life.